# Klaus Ernst
Klaus Ernst, född 1 november 1954 i München, är en tysk politiker (Die Linke) och tidigare fackföreningsledare. 
Ernst var en av grundarna till protestpartiet Arbeit & soziale Gerechtigkeit – Die Wahlalternative. Från 2007 till 2010 var han vice partiledare i Die Linke och från 15 maj 2010 till 2 juni 2012 partiledare. Han delade partiledarskapet med Gesine Lötzsch fram till att hon avgick 10 april 2012. Han är ledamot av Förbundsdagen sedan 2005.